# Карл-Йозеф Раубер
Карл-Йозеф Раубер (11 квітня 1934, Нюрнберг — 26 березня 2023, Роттенбург-ам-Неккар) — німецький католицький священник, апостольський нунцій у відставці, кардинал.

## Життєпис
28 лютого 1959 року він був висвячений на священника та інкардинований у єпархії Майнца. У 1964 році розпочав підготовку до дипломатичної служби в Папській Церковній Академії.
18 грудня 1982 року Іван Павло II призначив його Апостольським пронунцієм в Уганді та титулярним архієпископом Іубалтіани. Він був висвячений на єпископа 6 січня 1983 року в Римі самим Папою.
З 1990 по 1993 роки він виконував обов'язки ректора Папської Церковної Академії.
У 1993 році його було переведено до нунціатури у Швейцарії, а також акредитовано у Ліхтенштейні. Потім він представляв Святий Престол в Угорщині та Молдові (1997—2003 роки), а також у Бельгії та Люксембурзі. 24 липня 2009 року вийшов на пенсію.
4 січня 2015 року Папа Римський Франциск проголосив його кардиналом. Відзнаки нової гідності отримав 14 лютого.
Помер 26 березня 2023 року.